# دنیل اکپیی
دنیل اکپیی (انگلیسی: Daniel Akpeyi؛ زادهٔ ۳ اوت ۱۹۸۶) بازیکن فوتبال اهل نیجریه است.
از باشگاه‌هایی که در آن بازی کرده‌است می‌توان به باشگاه فوتبال ناساراوا یونایتد و تیم ملی فوتبال نیجریه اشاره کرد.
وی همچنین در تیم ملی فوتبال Nigeria بازی کرده‌است.
وی در مسابقات کشوری و بین‌المللی در مجموع برندهٔ ۱ مدال برنز شده‌است.